# 대한민국 형법 제305조의2
대한민국 형법 제305조의2는 강간과 추행의 죄 상습범에 대한 형법각칙의 조문이다. 본 조문은 강간등 성폭력범죄를 범하는 경향이 있는 자는 다시 성폭력범죄를 저지를 가능성이 대단히 높으므로 성폭력범죄를 억제하고 잠재적 피해자를 보호하기 위하여 성폭력범죄의 상습범을 가중처벌하기 위하여 신설되었다.

## 조문
제305조의2(상습범) 상습으로 제297조, 제297조의2, 제298조부터 제300조까지, 제302조, 제303조 또는 제305조의 죄를 범한 자는 그 죄에 정한 형의 2분의 1까지 가중한다.  <개정 2012.12.18.>
[본조신설 2010.4.15.]

## 참고 문헌
- 김재윤, 손동권, 『새로운 형법각론』, 율곡출판사, 2013. ISBN 978-89-974283-4-2

## 같이 보기
- 상습범